# Wannabe (lied)
Wannabe was de eerste single van het eerste album van de Spice Girls, Spice. Het werd in de zomer van 1996 uitgebracht en was meteen in veel landen een nummer 1-hit, waaronder in Nederland en Vlaanderen.

## Informatie
Wannabe werd geschreven door Richard Stannard, Matt Rowe en de Spice Girls zelf. Het werd tevens door Stannard en Rowe geproduceerd. Het liedje instrueert de luisteraar wat te doen om een geliefde van de meiden te worden. Het lied was in veel landen ook meteen de grootste hit en wordt daardoor als meest herkenbaar beschouwd.

## In de hitlijsten
Wannabe is een van de meest herkenbare en succesvolle nummers van de jaren 90. Het behaalde in 37 landen de hoogste positie en er werden wereldwijd zes miljoen exemplaren van verkocht. Hierdoor werd het de bestverkochte single van een meidengroep aller tijden.
In Nederland werd Wannabe in augustus 1996 uitgebracht. Het kwam op nummer 39 de Mega Top 50 binnen. In de vierde week steeg het naar nummer 1, waar het twee weken bleef staan. Uiteindelijk stond Wannabe 15 weken in de hitlijst en werden er meer dan 50.000 exemplaren van verkocht, wat destijds een gouden plaat opleverde en bovendien de elfde plaats in de Top 100 verkoop van 1996.

## Videoclip
De videoclip die bij de single gemaakt werd, viel op doordat het in één take opgenomen lijkt te zijn (in feite zijn er twee, nauwelijks op te merken, overgangen). De meiden zetten de boel op stelten in het St. Pancras Renaissance London Hotel.
Hier kwamen de meiden ook weer samen op 26 juni 2012, om hun musical Viva forever: the musical voor te stellen.

## Tijdens concerten
Wannabe werd meestal geïntroduceerd door Melanie Brown. Tijdens de brug (here's the story...) voerde Mel C, net als in de video, een aantal acrobatische oefeningen uit, wat meestal tot veel gejuich in het publiek leidde. Nadat Geri Halliwell de groep verliet, werden haar aandelen op deze manier door Emma, Mel C en Victoria overgenomen:
Intro ("tell me what you want..."): Melanie C

Couplet ("get your act ... if you really..."): Victoria

Brug ("easy V doesn't..."): Emma

## In de media
- Gespeeld in een aflevering van I Love The 90s.
- Gespeeld in The Simpsons aflevering Fraudcast News
- Gespeeld in een advertentiecampagne voor McDonald's.
- Gespeeld in de film Chicken Little door Joan Cusack en Steve Zahn.
- Kort gespeeld in de opening van de film Contact.

## Hitnotering
| "Wannabe" in de Nederlandse Top 40 binnen: 24-08-1996 | "Wannabe" in de Nederlandse Top 40 binnen: 24-08-1996 | "Wannabe" in de Nederlandse Top 40 binnen: 24-08-1996 | "Wannabe" in de Nederlandse Top 40 binnen: 24-08-1996 | "Wannabe" in de Nederlandse Top 40 binnen: 24-08-1996 | "Wannabe" in de Nederlandse Top 40 binnen: 24-08-1996 | "Wannabe" in de Nederlandse Top 40 binnen: 24-08-1996 | "Wannabe" in de Nederlandse Top 40 binnen: 24-08-1996 | "Wannabe" in de Nederlandse Top 40 binnen: 24-08-1996 | "Wannabe" in de Nederlandse Top 40 binnen: 24-08-1996 | "Wannabe" in de Nederlandse Top 40 binnen: 24-08-1996 | "Wannabe" in de Nederlandse Top 40 binnen: 24-08-1996 | "Wannabe" in de Nederlandse Top 40 binnen: 24-08-1996 | "Wannabe" in de Nederlandse Top 40 binnen: 24-08-1996 | "Wannabe" in de Nederlandse Top 40 binnen: 24-08-1996 |
| Week                                                  | 1                                                     | 2                                                     | 3                                                     | 4                                                     | 5                                                     | 6                                                     | 7                                                     | 8                                                     | 9                                                     | 10                                                    | 11                                                    | 12                                                    | 13                                                    |                                                       |
| ----------------------------------------------------- | ----------------------------------------------------- | ----------------------------------------------------- | ----------------------------------------------------- | ----------------------------------------------------- | ----------------------------------------------------- | ----------------------------------------------------- | ----------------------------------------------------- | ----------------------------------------------------- | ----------------------------------------------------- | ----------------------------------------------------- | ----------------------------------------------------- | ----------------------------------------------------- | ----------------------------------------------------- | ----------------------------------------------------- |
| Positie                                               | 22                                                    | 7                                                     | 1                                                     | 1                                                     | 2                                                     | 2                                                     | 2                                                     | 3                                                     | 7                                                     | 8                                                     | 13                                                    | 18                                                    | 31                                                    | uit                                                   |

| "Wannabe" in de Nederlandse Single Top 100 binnen: 24-08-1996 | "Wannabe" in de Nederlandse Single Top 100 binnen: 24-08-1996 | "Wannabe" in de Nederlandse Single Top 100 binnen: 24-08-1996 | "Wannabe" in de Nederlandse Single Top 100 binnen: 24-08-1996 | "Wannabe" in de Nederlandse Single Top 100 binnen: 24-08-1996 | "Wannabe" in de Nederlandse Single Top 100 binnen: 24-08-1996 | "Wannabe" in de Nederlandse Single Top 100 binnen: 24-08-1996 | "Wannabe" in de Nederlandse Single Top 100 binnen: 24-08-1996 | "Wannabe" in de Nederlandse Single Top 100 binnen: 24-08-1996 | "Wannabe" in de Nederlandse Single Top 100 binnen: 24-08-1996 | "Wannabe" in de Nederlandse Single Top 100 binnen: 24-08-1996 | "Wannabe" in de Nederlandse Single Top 100 binnen: 24-08-1996 | "Wannabe" in de Nederlandse Single Top 100 binnen: 24-08-1996 | "Wannabe" in de Nederlandse Single Top 100 binnen: 24-08-1996 | "Wannabe" in de Nederlandse Single Top 100 binnen: 24-08-1996 | "Wannabe" in de Nederlandse Single Top 100 binnen: 24-08-1996 | "Wannabe" in de Nederlandse Single Top 100 binnen: 24-08-1996 |
| Week                                                          | 1                                                             | 2                                                             | 3                                                             | 4                                                             | 5                                                             | 6                                                             | 7                                                             | 8                                                             | 9                                                             | 10                                                            | 11                                                            | 12                                                            | 13                                                            | 14                                                            | 15                                                            |                                                               |
| ------------------------------------------------------------- | ------------------------------------------------------------- | ------------------------------------------------------------- | ------------------------------------------------------------- | ------------------------------------------------------------- | ------------------------------------------------------------- | ------------------------------------------------------------- | ------------------------------------------------------------- | ------------------------------------------------------------- | ------------------------------------------------------------- | ------------------------------------------------------------- | ------------------------------------------------------------- | ------------------------------------------------------------- | ------------------------------------------------------------- | ------------------------------------------------------------- | ------------------------------------------------------------- | ------------------------------------------------------------- |
| Positie                                                       | 39                                                            | 14                                                            | 2                                                             | 1                                                             | 1                                                             | 2                                                             | 2                                                             | 3                                                             | 4                                                             | 7                                                             | 10                                                            | 13                                                            | 21                                                            | 26                                                            | 44                                                            | uit                                                           |

| "Wannabe" in de Vlaamse Ultratop 50 binnen: 17-08-1996 | "Wannabe" in de Vlaamse Ultratop 50 binnen: 17-08-1996 | "Wannabe" in de Vlaamse Ultratop 50 binnen: 17-08-1996 | "Wannabe" in de Vlaamse Ultratop 50 binnen: 17-08-1996 | "Wannabe" in de Vlaamse Ultratop 50 binnen: 17-08-1996 | "Wannabe" in de Vlaamse Ultratop 50 binnen: 17-08-1996 | "Wannabe" in de Vlaamse Ultratop 50 binnen: 17-08-1996 | "Wannabe" in de Vlaamse Ultratop 50 binnen: 17-08-1996 | "Wannabe" in de Vlaamse Ultratop 50 binnen: 17-08-1996 | "Wannabe" in de Vlaamse Ultratop 50 binnen: 17-08-1996 | "Wannabe" in de Vlaamse Ultratop 50 binnen: 17-08-1996 | "Wannabe" in de Vlaamse Ultratop 50 binnen: 17-08-1996 | "Wannabe" in de Vlaamse Ultratop 50 binnen: 17-08-1996 | "Wannabe" in de Vlaamse Ultratop 50 binnen: 17-08-1996 | "Wannabe" in de Vlaamse Ultratop 50 binnen: 17-08-1996 | "Wannabe" in de Vlaamse Ultratop 50 binnen: 17-08-1996 | "Wannabe" in de Vlaamse Ultratop 50 binnen: 17-08-1996 | "Wannabe" in de Vlaamse Ultratop 50 binnen: 17-08-1996 | "Wannabe" in de Vlaamse Ultratop 50 binnen: 17-08-1996 | "Wannabe" in de Vlaamse Ultratop 50 binnen: 17-08-1996 | "Wannabe" in de Vlaamse Ultratop 50 binnen: 17-08-1996 |
| Week                                                   | 1                                                      | 2                                                      | 3                                                      | 4                                                      | 5                                                      | 6                                                      | 7                                                      | 8                                                      | 9                                                      | 10                                                     | 11                                                     | 12                                                     | 13                                                     | 14                                                     | 15                                                     | 16                                                     | 17                                                     | 18                                                     | 19                                                     |                                                        |
| ------------------------------------------------------ | ------------------------------------------------------ | ------------------------------------------------------ | ------------------------------------------------------ | ------------------------------------------------------ | ------------------------------------------------------ | ------------------------------------------------------ | ------------------------------------------------------ | ------------------------------------------------------ | ------------------------------------------------------ | ------------------------------------------------------ | ------------------------------------------------------ | ------------------------------------------------------ | ------------------------------------------------------ | ------------------------------------------------------ | ------------------------------------------------------ | ------------------------------------------------------ | ------------------------------------------------------ | ------------------------------------------------------ | ------------------------------------------------------ | ------------------------------------------------------ |
| Positie                                                | 50                                                     | 26                                                     | 13                                                     | 3                                                      | 3                                                      | 1                                                      | 1                                                      | 1                                                      | 1                                                      | 1                                                      | 2                                                      | 9                                                      | 11                                                     | 15                                                     | 18                                                     | 27                                                     | 33                                                     | 50                                                     | 50                                                     | uit                                                    |

### NPO Radio 2 Top 2000
| Nummer met noteringen in de NPO Radio 2 Top 2000 | '07  | '08 | '09  | '10  | '11  | '12  | '13  | '14  | '15  | '16  | '17  | '18 | '19  | '20  | '21  | '22  | '23  | '24  |
| ------------------------------------------------ | ---- | --- | ---- | ---- | ---- | ---- | ---- | ---- | ---- | ---- | ---- | --- | ---- | ---- | ---- | ---- | ---- | ---- |
| Wannabe                                          | 1921 | -   | 1967 | 1730 | 1694 | 1187 | 1277 | 1298 | 1143 | 1148 | 1063 | 757 | 1066 | 1104 | 1132 | 1049 | 1014 | 1047 |

1. ↑  Een '-' betekent dat het nummer niet was genoteerd en een vetgedrukt getal geeft de hoogste notering aan.
2. ↑  2007 was het eerste jaar met een notering voor dit nummer.